# 지유찬
지유찬(2002년 8월 24일~)은 대한민국의 수영 선수이다. 2022년 아시안 게임 남자 자유형 50m 종목에서 금메달을 획득했다.

## 경력
광주광역시 출신으로 화정남초등학교 재학 시절 부터 수영을 했다. 전남중학교와 광주체육고등학교를 졸업했으며 2022년에 대한민국 국가대표 선수로 발탁되었다.
2022년 6월 헝가리 부다페스트에서 열린 2022년 세계 선수권 대회에 참가하면서 국제 대회에 처음으로 출전했다. 그는 50m 자유형에서 22.19초의 기록으로 17위에 올랐다. 이듬해인 2023년 7월에는 일본 후쿠오카에서 열린 2023년 세계 선수권 대회에 참가했으며 50m 자유형에서 22.17초의 기록으로 24위에 올랐다. 
같은 해 9월 중국 항저우에서 열린 2022년 아시안 게임에 참가했으며 50m 자유형에서 21.86초를 기록하면서 대회 신기록을 갱신하였다. 이후 결선에서 21.72초의 기록으로 홍콩의 허전타오와 개최국 중국의 판잔러를 누르고 금메달을 획득했다. 이로서 지유찬은 2002년 아시안 게임에서 금메달을 획득한 김민석 이후로 아시안 게임 50m 자유형에서 금메달을 획득한 대한민국 선수가 되었으며 박태환 이후 아시안 게임에서 금메달을 획득한 대한민국 남자 수영 선수가 되었다.
2025년 싱가포르에서 열린 세계 수영 선수권 대회 남자 자유형 50m에서 준결선 스윔오프에서 21초66의 아시아 신기록을 세우며 개인 첫 결선에 진출하여 7위를 하였다.